# قانون شفافیت و نظارت بر تامین مالی فعالیت‌های انتخاباتی در انتخابات مجلس شورای اسلامی
قانون شفافیت و نظارت بر تامین مالی فعالیت‌های انتخاباتی در انتخابات مجلس شورای اسلامی قانونی است که به موجب آن نامزدهای انتخابات مجلس باید هزینه‌هایی که در فعالیت‌های انتخاباتی خود مصرف کرده‌اند را برای مرجع ذی‌صلاح (وزارت کشور، فرمانداری‌ها، بخشداری‌ها) شفاف کنند و آن هزینه‌ها را منحصراً در مواردی که قانون برای آنان درنظر گرفته مصرف کنند. عدم رعایت این قوانین جرم محسوب شده و منجر به یکی از مجازات‌های تعزیری درجه شش به استثناء حبس می‌شود. این قانون در ۱۲ ماده و ۱۴ تبصره به تصویب رسیده‌است.